# Ludwig Siebert
Ludwig Siebert, född 17 oktober 1874 i Ludwigshafen, död 1 november 1942 i Prien am Chiemsee, var en tysk jurist och nazistisk politiker. Från 1908 till 1919 var han borgmästare i Rothenburg ob der Tauber och från 1924 till 1933 innehade han motsvarande ämbete i Lindau. Från den 12 april 1933 till sin död var Sievert ministerpresident i Bayern.